# Moody Foodie
Moody Foodie en Estados Unidos y El Sibarita Sicario en Latinoamérica es el séptimo episodio de la segunda temporada de Bob's Burgers. Se emitió por primera vez en la cadena Fox el 6 de mayo de 2012.

## Argumento
Un crítico de comida llamado Moody Foodie (interpretado por Patton Oswalt ) evalúa restaurantes disfrazado de cliente y Bob estaba confiado de que recibiría una buena crítica, pero estaba muy equivocado.Al recibe una crítica negativa Bob está frustrado y se vuelve loco y critica a la gente por como es y hecha la culpa a Linda y a los niños que ellos arruinaron el momento en que vino el crítico. Por eso Bob va a la casa del crítico gastronómico y lo ata en una silla y lo obliga a comer una de sus hamburguesas.

## Producción
Este episodio tiene TV-14 para diálogos intensamente sugerentes (D), lenguaje ofensivo (L) y la violencia gráfica (V).
- Datos: Q6023413